# Johann Augustus Eberhard
Pour les articles homonymes, voir Eberhard.
Johann August Eberhard (né le 6 août 1739 à Halberstadt et mort le 6 janvier 1809 à Berlin) est un philosophe et théologien protestant allemand du XVIIIe et du début du XIXe siècle.

## Biographie
Johann August Eberhard fut d’abord pasteur d’une petite paroisse près de Berlin. S’étant aliéné ses coreligionnaires par des écrits qu’ils regardaient comme peu orthodoxes, il quitta le ministère et accepta une chaire de philosophie à l’université de Halle. Il avait adopté les doctrines de Gottfried Wilhelm Leibniz.

## Œuvres
On a de lui :
- Nouvelle Apologie de Socrate, 1776-78, où il examine la doctrine reçue sur le salut des Païens ;
- Théorie des facultés de penser et de sentir, mémoire couronné, 1776 ;
- Morale de la Raison, 1781 ;
- Théorie des Belles-Lettres, 1783 ;
- Histoire de la philosophie, 1787 ;
- Dictionnaire des synonymes allemands, 1795-1802 ;
- Esprit du christianisme primitif, 1807 ;
- quelques écrits polémiques dans lesquels il combat Immanuel Kant et Johann Gottlieb Fichte.

Eberhard était membre de l’Académie de Berlin.